# Capys penningtoni
Пенингтонова протеа (лат. Capys penningtoni, енгл. Pennington's protea) је врста инсекта из реда лептира (Lepidoptera) и породице плаваца (Lycaenidae).

## Распрострањење
Ареал врсте је ограничен на једну државу. Јужноафричка Република је једино познато природно станиште врсте, прецизније подножје планинског масива Дракенсберг у покрајини Квазулу-Натал.

## Угроженост
Ова врста се сматра рањивом у погледу угрожености врсте од изумирања.